# Премия «Грэмми» за лучшее совместное вокальное поп-исполнение
«Грэмми» в номинации «Лучшее совместное вокальное поп-исполнение» присуждалась в период между 1995 и 2011 годами. Ежегодно Национальная академия искусства и науки звукозаписи США выбирала несколько претендентов за «художественные достижения, техническое мастерство и значительный вклад в развитие звукозаписи без учёта продаж альбома (сингла) и его позиции в чартах».
Впервые, награда в данной категории присуждалась на 37-й церемонии премии «Грэмми». Победителями стал дуэт Эла Грина и Лайла Ловетта — песня «Funny How Time Slips Away». Согласно описанию категории, награда присуждалась музыкантам, которые исполняли «новые, нетипичные поп-дуэты».
В 1997 году дуэт отца и дочери — Нэта Кинга Коула и Натали Коул получили приз за песню «When I Fall in Love», римейк одного из своих фирменных хитов. В истории категории были пять случаев, в которых певец/певица был номинирован за более чем одну песню. В 1998 году Барбра Стрейзанд получила номинации за дуэты «I Finally Found Someone» (с Брайаном Адамсом) и «Tell Him» (с Селин Дион). Сантана был номинирован в 2000 году за песни «Love Of My Life» (с Дэйвом Мэтьюсом) и «Smooth» (с Робом Томасом), последняя была отмечена статуэткой. В 2002 году Кристина Агилера была номинирована вместе с Рики Мартином за песню «Nobody Wants to Be Lonely» и получила награду за песню «Lady Marmalade». В 2005 году Рэй Чарльз был номинирован за песни «Sorry Seems to Be the Hardest Word» и «Here We Go Again» вместе Элтоном Джон и Норой Джонс, соответственно. В 2010 году Колби Кэйллат была номинирована за песни «Breathe» и «Lucky» в дуэтах с Тейлор Свифт и Джейсоном Мразом, соответственно. Чарльз и Кэйллат выиграли по одной награде.
Двукратными лауреатами этой премии стали Элисон Краусс, Ван Моррисон, Пинк, Роберт Плант и Сантана. Краусс и Плант единственный дуэт, которые стали победителями более одного раза, причём подряд. Агилера и Стиви Уандер стали рекордсменами по количеству номинаций — по шесть раз.
В 2012 году номинация была упразднена в связи с тотальной реструктуризацией категорий «Грэмми», она была перенесена в новую, единую категорию — «Лучшее исполнение поп-композиции дуэтом или группой». Таким образом, песня «Imagine» стала последним победителем этой категории.
Номинантами были произведения, изданные в предыдущий календарный год, относительно текущей церемонии «Грэмми».

## Список лауреатов
| \| Год[I] \| Дуэт \| Страна \| Музыкальное произведение \| Номинанты[II] \| Ссылка \| \| ------ \| ----------------------------------------------------------------------- \| ------------------------------------ \| --------------------------------------------- \| ----------------------------------------------------------------- \| ------ \| \| 1995 \| Эл Грин и Лайл Ловетт \| США \| «Funny How Time Slips Away[англ.]» \| - Лютер Вандросс и Мэрайя Кэри — «Endless Love» \| [5] \| \| 1996 \| The Chieftains и Ван Моррисон \| Ирландия \| «Have I Told You Lately[англ.]» \| - Майкл Джексон и Джанет Джексон — «Scream» \| [6] \| \| 1997 \| Натали Коул и Нэт Кинг Коул \| США \| «When I Fall in Love» \| - Фрэнк Синатра и Лучано Паваротти — «My Way» \| [7] \| \| 1998 \| Джон Ли Хукер и Ван Моррисон \| США Ирландия \| «Don't Look Back[англ.]» \| - Барбра Стрейзанд и Селин Дион — «Tell Him» \| [8] \| \| 1999 \| Элвис Костелло и Берт Бакарак \| Великобритания США \| «I Still Have That Other Girl[англ.]» \| - Ван Моррисон и The Chieftains — «Shenandoah[англ.]» \| [9] \| \| 2000 \| Сантана и Роб Томас \| Мексика США \| «Smooth» \| - Сантана и Дэйв Мэттьюс — «Love of My Life» \| [10] \| \| 2001 \| Би Би Кинг и Доктор Джон \| США \| «Is You Is, or Is You Ain't (My Baby)[англ.]» \| - Лорин Хилл и Боб Марли — «Turn Your Lights Down Low[англ.]» \| [11] \| \| 2002 \| Кристина Агилера, Lil' Kim, Майя и Пинк \| США \| «Lady Marmalade» \| - Шэгги и Рикрок[англ.] — «It Wasn't Me[англ.]» \| [12] \| \| 2003 \| Сантана и Мишель Бранч \| Мексика США \| «The Game of Love[англ.]» \| - Натали Коул и Дайана Кролл — «Better Than Anything» \| [13] \| \| 2004 \| Стинг и Мэри Джей Блайдж \| Великобритания США \| «Whenever I Say Your Name[англ.]» \| - Пинк и Уильям Орбит — «Feel Good Time» \| [14] \| \| 2005 \| Рэй Чарльз и Нора Джонс \| США \| «Here We Go Again[англ.]» \| - Стиви Уандер и Take 6 — «Moon River» \| [15] \| \| 2006 \| Gorillaz и De La Soul \| Великобритания США \| «Feel Good Inc.» \| - Стиви Уандер и Индиа.Ари — «A Time to Love» \| [16] \| \| 2007 \| Тони Боннетт и Стиви Уандер \| США \| «For Once in My Life» \| - Шакира и Вайклеф Жан — «Hips Don't Lie» \| [17] \| \| 2008 \| Роберт Плант и Элисон Краусс \| Великобритания США \| «Gone Gone Gone (Done Moved On)» \| - Timbaland, Нелли Фуртадо и Джастин Тимберлейк — «Give It to Me» \| [18] \| \| 2009 \| Роберт Плант и Элисон Краусс \| Великобритания США \| «Rich Woman[англ.]» \| - Джордин Спаркс и Крис Браун — «No Air[англ.]» \| [19] \| \| 2010 \| Джейсон Мраз и Колби Кэйллат \| США \| «Lucky[англ.]» \| - Тейлор Свифт и Колби Кэйллат — «Breathe» \| [20] \| \| 2011 \| Херби Хэнкок, Пинк, Индиа.Ари, Сил, Konono Nº1, Джефф Бек и Уму Сангаре \| США Великобритания · Мали · ДР Конго \| «Imagine» \| - Кэти Перри и Snoop Dogg — «California Gurls» \| [21] \| |                                                                         |                                      |                                        |                                                                   |        |
| Год[I] | Дуэт                                                                    | Страна                               | Музыкальное произведение               | Номинанты[II]                                                     | Ссылка |
| 1995 | Эл Грин и Лайл Ловетт                                                   | США                                  | «Funny How Time Slips Away»            | - Лютер Вандросс и Мэрайя Кэри — «Endless Love»                   | [ 5 ]  |
| 1996 | The Chieftains и Ван Моррисон                                           | Ирландия                             | «Have I Told You Lately»               | - Майкл Джексон и Джанет Джексон — «Scream»                       | [ 6 ]  |
| 1997 | Натали Коул и Нэт Кинг Коул                                             | США                                  | «When I Fall in Love»                  | - Фрэнк Синатра и Лучано Паваротти — «My Way»                     | [ 7 ]  |
| 1998 | Джон Ли Хукер и Ван Моррисон                                            | США Ирландия                         | «Don't Look Back»                      | - Барбра Стрейзанд и Селин Дион — «Tell Him»                      | [ 8 ]  |
| 1999 | Элвис Костелло и Берт Бакарак                                           | Великобритания США                   | «I Still Have That Other Girl»         | - Ван Моррисон и The Chieftains — «Shenandoah»                    | [ 9 ]  |
| 2000 | Сантана и Роб Томас                                                     | Мексика США                          | «Smooth»                               | - Сантана и Дэйв Мэттьюс — «Love of My Life»                      | [ 10 ] |
| 2001 | Би Би Кинг и Доктор Джон                                                | США                                  | «Is You Is, or Is You Ain't (My Baby)» | - Лорин Хилл и Боб Марли — «Turn Your Lights Down Low»            | [ 11 ] |
| 2002 | Кристина Агилера, Lil' Kim, Майя и Пинк                                 | США                                  | «Lady Marmalade»                       | - Шэгги и Рикрок — «It Wasn't Me»                                 | [ 12 ] |
| 2003 | Сантана и Мишель Бранч                                                  | Мексика США                          | «The Game of Love»                     | - Натали Коул и Дайана Кролл — «Better Than Anything»             | [ 13 ] |
| 2004 | Стинг и Мэри Джей Блайдж                                                | Великобритания США                   | «Whenever I Say Your Name»             | - Пинк и Уильям Орбит — «Feel Good Time»                          | [ 14 ] |
| 2005 | Рэй Чарльз и Нора Джонс                                                 | США                                  | «Here We Go Again»                     | - Стиви Уандер и Take 6 — «Moon River»                            | [ 15 ] |
| 2006 | Gorillaz и De La Soul                                                   | Великобритания США                   | «Feel Good Inc.»                       | - Стиви Уандер и Индиа.Ари — «A Time to Love»                     | [ 16 ] |
| 2007 | Тони Боннетт и Стиви Уандер                                             | США                                  | «For Once in My Life»                  | - Шакира и Вайклеф Жан — «Hips Don't Lie»                         | [ 17 ] |
| 2008 | Роберт Плант и Элисон Краусс                                            | Великобритания США                   | «Gone Gone Gone (Done Moved On)»       | - Timbaland, Нелли Фуртадо и Джастин Тимберлейк — «Give It to Me» | [ 18 ] |
| 2009 | Роберт Плант и Элисон Краусс                                            | Великобритания США                   | «Rich Woman»                           | - Джордин Спаркс и Крис Браун — «No Air»                          | [ 19 ] |
| 2010 | Джейсон Мраз и Колби Кэйллат                                            | США                                  | «Lucky»                                | - Тейлор Свифт и Колби Кэйллат — «Breathe»                        | [ 20 ] |
| 2011 | Херби Хэнкок, Пинк, Индиа.Ари, Сил, Konono Nº1, Джефф Бек и Уму Сангаре | США Великобритания · Мали · ДР Конго | «Imagine»                              | - Кэти Перри и Snoop Dogg — «California Gurls»                    | [ 21 ] |

- ↑  Ссылка на церемонию «Грэмми», прошедшую в этом году.
- ↑  Кавычками обозначены — песни (синглы), курсивом — альбомы.